# Chinawut Sirisompan
Chinawut Sirisompan, mais conhecido como Grande Mestre Woody, nasceu em Banguecoque, Tailândia. Ele foi o primeiro a apresentar o Muaythai Boran para o Ocidente e um dos primeiros a levar o Muaythai para a Europa.

## Biografia
Chinawut Sirisompan (Grande Mestre Woody) foi um dos primeiros pioneiros a levar Muaythai para a Europa (especialmente na Inglaterra) e em países árabes desde 1975.
Mestre Woody é o fundador e co-fundador de muitas associações Muaythai em todo o mundo. Ele foi o primeiro a apresentar o Muaythai amador internacionalmente, organizando campeonatos mundiais amadores anuais em Bangkok desde 1996 até hoje.
Ele foi o primeiro a apresentar Muaythai Boran para o Ocidente. Ele criou um currículo com outros grandes mestres da Tailândia. Este currículo é agora reconhecido pelo Governo Tailandês, Ministério do Esporte e Turismo e Departamento de Educação Física.
O Mestre Woody teve experiência na realização de seminários em todo o mundo há mais de 30 anos.

## WMO Muaythai
Fundador da Organização Mundial de Muaythai (WMO) sua sede fica em Banguecoque, Tailândia. O Objetivo da WMO é promover e sancionar as lutas de Muaythai em todo o mundo. 